# Miguel Ángel Garrido Cifuentes
Miguel Ángel Garrido Cifuentes, meglio noto come Cifu (Zújar, 5 ottobre 1990), è un calciatore spagnolo, difensore del Sabah.

## Caratteristiche tecniche
È un terzino destro.

## Carriera

### Club
È cresciuto nelle giovanili dell'Elche.

## Statistiche

### Presenze e reti nei club
Statistiche aggiornate al 29 agosto 2018.
| Stagione               | Squadra                | Campionato             | Campionato | Campionato | Coppe nazionali | Coppe nazionali | Coppe nazionali | Coppe continentali | Coppe continentali | Coppe continentali | Altre coppe | Altre coppe | Altre coppe | Totale | Totale |
| Stagione               | Squadra                | Comp                   | Pres       | Reti       | Comp            | Pres            | Reti            | Comp               | Pres               | Reti               | Comp        | Pres        | Reti        | Pres   | Reti   |
| ---------------------- | ---------------------- | ---------------------- | ---------- | ---------- | --------------- | --------------- | --------------- | ------------------ | ------------------ | ------------------ | ----------- | ----------- | ----------- | ------ | ------ |
| 2011-2012              | Orihuela               | SB                     | 31         | 1          | CR              | 1               | 0               | -                  | -                  | -                  | -           | -           | -           | 32     | 1      |
| 2012-2013              | Elche Ilicitano        | TD                     | 38         | 1          |                 | -               | -               | -                  | -                  | -                  | -           | -           | -           | 38     | 1      |
| 2013-2014              | Elche Ilicitano        | SB                     | 33         | 1          |                 | -               | -               | -                  | -                  | -                  | -           | -           | -           | 33     | 1      |
| Totale Elche Ilicitano | Totale Elche Ilicitano | Totale Elche Ilicitano | 71         | 2          |                 | -               | -               |                    | -                  | -                  |             | -           | -           | 71     | 2      |
| 2014-2015              | Girona                 | SD                     | 41         | 1          | CR              | 0               | 0               | -                  | -                  | -                  | -           | -           | -           | 41     | 1      |
| 2015-2016              | Elche                  | SD                     | 17         | 0          | CR              | 1               | 0               | -                  | -                  | -                  | -           | -           | -           | 18     | 0      |
| 2016-2017              | Girona                 | SD                     | 24         | 0          | CR              | 1               | 0               | -                  | -                  | -                  | -           | -           | -           | 25     | 0      |
| Totale Girona          | Totale Girona          | Totale Girona          | 41         | 0          |                 | 2               | 0               |                    | -                  | -                  |             | -           | -           | 43     | 0      |
| 2017-2018              | Málaga                 | PD                     | 2          | 0          | CR              | 2               | 0               | -                  | -                  | -                  | -           | -           | -           | 4      | 0      |
| gen.-giu. 2018         | Albacete               | SD                     | 9          | 0          | CR              | 0               | 0               | -                  | -                  | -                  | -           | -           | -           | 9      | 0      |
| 2018-2019              | Málaga                 | SD                     |            |            | CR              |                 |                 |                    |                    |                    |             |             |             |        |        |
| Totale carriera        | Totale carriera        | Totale carriera        | 184        | 4          |                 | 3               | 0               |                    | -                  | -                  |             | -           | -           | 187    | 4      |

## Palmarès
- Tercera División: 1

Elche B: 2012-2013